# Jezioro Sołtyskie (gmina Międzychód)
Jezioro Sołtyskie – jezioro w woj. wielkopolskim, w powiecie międzychodzkim, w gminie Międzychód, leżące na terenie Pojezierza Poznańskiego.

## Dane morfometryczne
Powierzchnia zwierciadła wody wynosi 3,8 ha.

## Hydronimia
Według spisu opracowanego przez Komisję Nazw Miejscowości i Obiektów Fizjograficznych (KNMiOF) nazwa tego jeziora to Jezioro Sołtyskie. W różnych publikacjach i na mapach topograficznych jezioro to występuje pod nazwą Sołeckie. Dane z państwowego rejestru nazw geograficznych podają oboczną nazwę tego jeziora: Jezioro Sołeckie.
W gminie Międzychód, ok. 3,5 km na północny wschód położone jest inne jezioro o nazwie: Jezioro Sołeckie.